# Okular
Okular is een vrije documentviewer voor KDE gebaseerd op KPDF. Okular vervangt programma's als KPDF, KGhostView; Kfax, KFaxview en KDVI in KDE 4. Okulars functionaliteit kan eenvoudig met een KPart in een ander programma ingebed worden.

## Bestandsformaten
De volgende formaten worden ondersteund:
- Portable document format (PDF) met behulp van het Poppler backend
- PostScript met het libgs backend
- Tagged image file format (TIFF) met het libTIFF backend
- DVI
- Microsoft Compiled HTML Help (CHM) met het libCHM backend
- DjVu met het DjVuLibre backend
- Afbeeldingen (PNG, JPEG, GIF, TIFF, …)
- Device independent file format (DVI)
- XML Paper Specification (XPS)
- OpenDocument (ODF)
- FictionBook
- ComicBook